# Fontana di Rosello
La fontana di Rosello (in sassarese: funtana di Ruseddu) è un'architettura storica di Sassari, spesso identificata come simbolo della città; è collocata al centro della valle del Rosello, sovrastata dal ponte Rosello del periodo fascista, ed ai piedi dell’omonimo quartiere di Monte Rosello. La fontana attraverso il significato allegorico riassume il fluire del tempo, simboleggiato dalle dodici bocche, chiamate cantaros e con la presenza di quattro statue raffiguranti le stagioni. Agli inizi del Seicento la fontana del Rosello costituiva una novità nelle sue forme derivate dai modelli e temi tardo-rinascimentali, che ne fanno un monumento unico in tutta la Sardegna.

## Storia
La fonte di  Gurusellu fin dall'età romana alimentava l'acquedotto che riforniva Turris Libisonis, l'attuale Porto Torres, ed era un punto di riferimento per i viaggiatori che attraversavano l'omonima porta.
Con una tassazione pubblica di 1000 scudi, i lavori di trasformazione della fonte furono realizzati tra il 1603 ed il 1606 ad opera di maestranze genovesi. 
Nel 1795, durante i moti antifeudali, tre statue raffiguranti le stagioni vennero distrutte e nel 1828 ne furono collocate in sostituzione altre quattro. L'unica statua originale superstite, quella dell'Estate, è ancora conservata presso il Palazzo Ducale di Sassari.

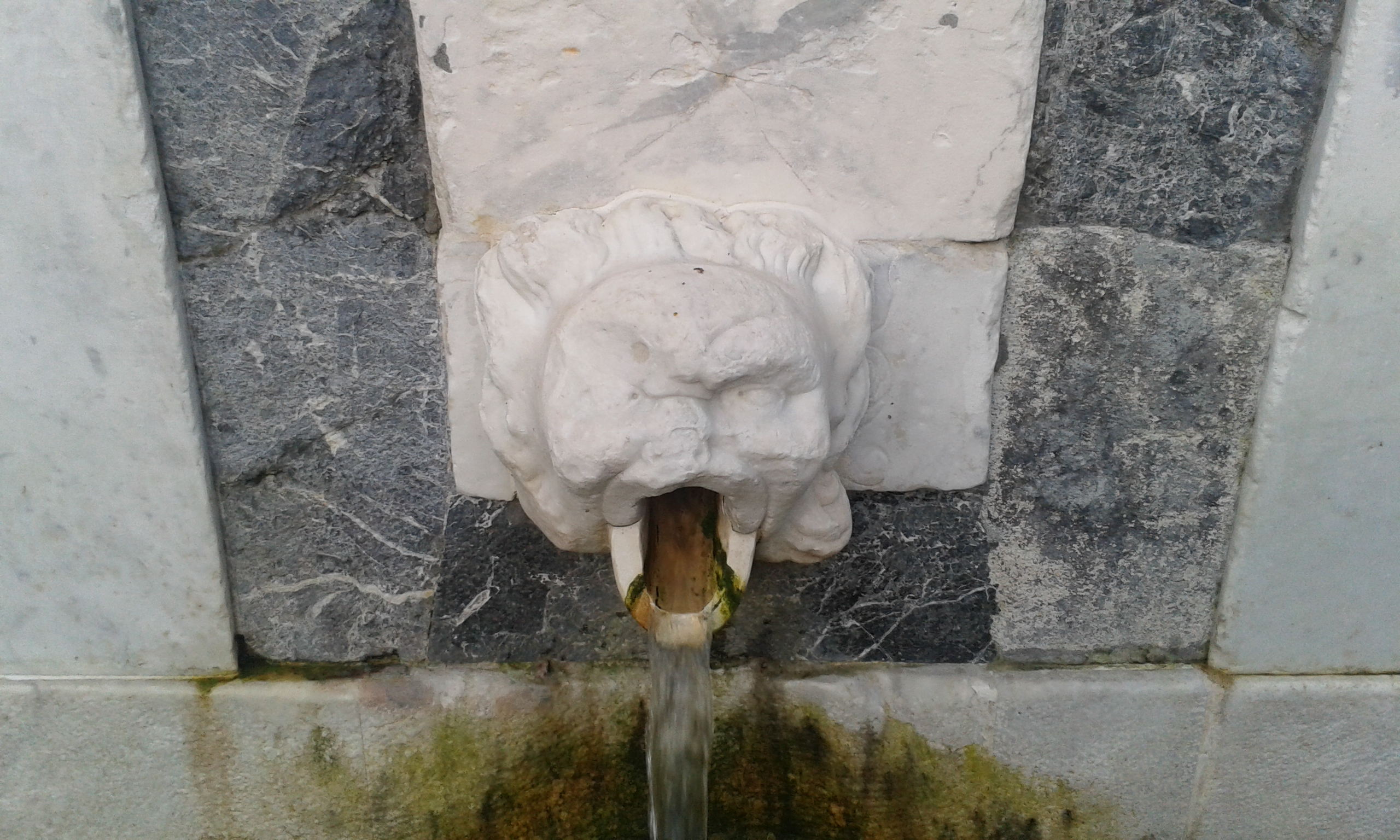
Una delle dodici bocche (cantaros) dalle quali esce l'acqua

A portare l'acqua da Rosello alle case era una schiera di acquaioli che alla fonte riempivano i loro barili che poi caricavano sul basto dei loro asini.
Intorno alla fine del XIX secolo gli asini utilizzati per il trasporto dell'acqua giunsero ad essere circa trecento.
La fontana veniva usata dalle massaie anche per fare il bucato di indumenti e biancheria.
Nel 1849 John Warre Tyndale, un inglese che aveva soggiornato a Sassari per qualche tempo, scriveva: "Questo sistema di approvvigionamento è sconveniente, perché vi capita spesso di trovare l'ingresso di una casa sassarese bloccato da un uomo, una bestia ed una botticella".

## Stile

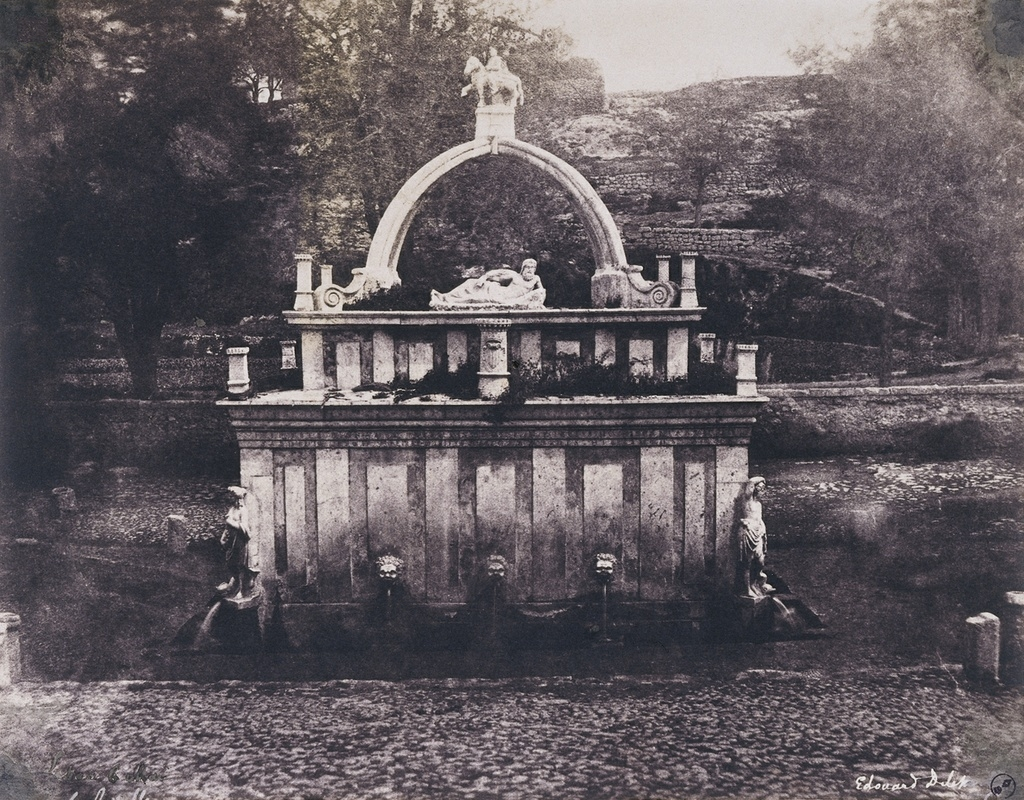
La fontana di Rosello nel 1854

IPS Roma 1975 E. Donnini

Costruita in stile tardo-rinascimentale, la fontana è strutturata su due parallelepipedi: l'inferiore, maggiore per dimensioni, è coronato da una cornice al di sotto della quale corre su tre lati l'iscrizione dedicatoria mentre il lato settentrionale mostra un motivo a fogliame. Gli specchi dei quattro lati sono scompartiti da sedici riquadri rettangolari in materiale lapideo scuro che contrastano con il marmo bianco utilizzato per le restanti strutture. Otto di questi inquadrano inferiormente teste leonine dalle quali sgorga l'acqua, mentre altre quattro bocche di delfini sono collocate alla base delle statue raffiguranti le stagioni; esse sono rappresentate da un vecchio dormiente (l'Inverno); una fanciulla con ghirlanda fiorita (la Primavera); una donna con un fascio di spighe (l'Estate); un giovane Ercole con la pelle del leone ed una corona di pampini (l'Autunno).
Sull coronamento del primo ordine sono state collocate, ai quattro spigoli, delle torrette merlate simboleggianti la città di Sassari, mentre altre due cilindriche mostrano scolpiti stemmi della casa d'Aragona, a bande verticali.
Il secondo ordine, inferiore per dimensioni, anch'esso scompartito da riquadri rettangolari, ed è coronato da una cornice semplice sulla quale sono collocate altre quattro torrette agli spigoli e due arconi incrociati che sorreggono la statua equestre di San Gavino, martire turritano protettore della città di Sassari.
La statua di una divinità fluviale si colloca sdraiata sul lato meridionale, rivolta alla città.

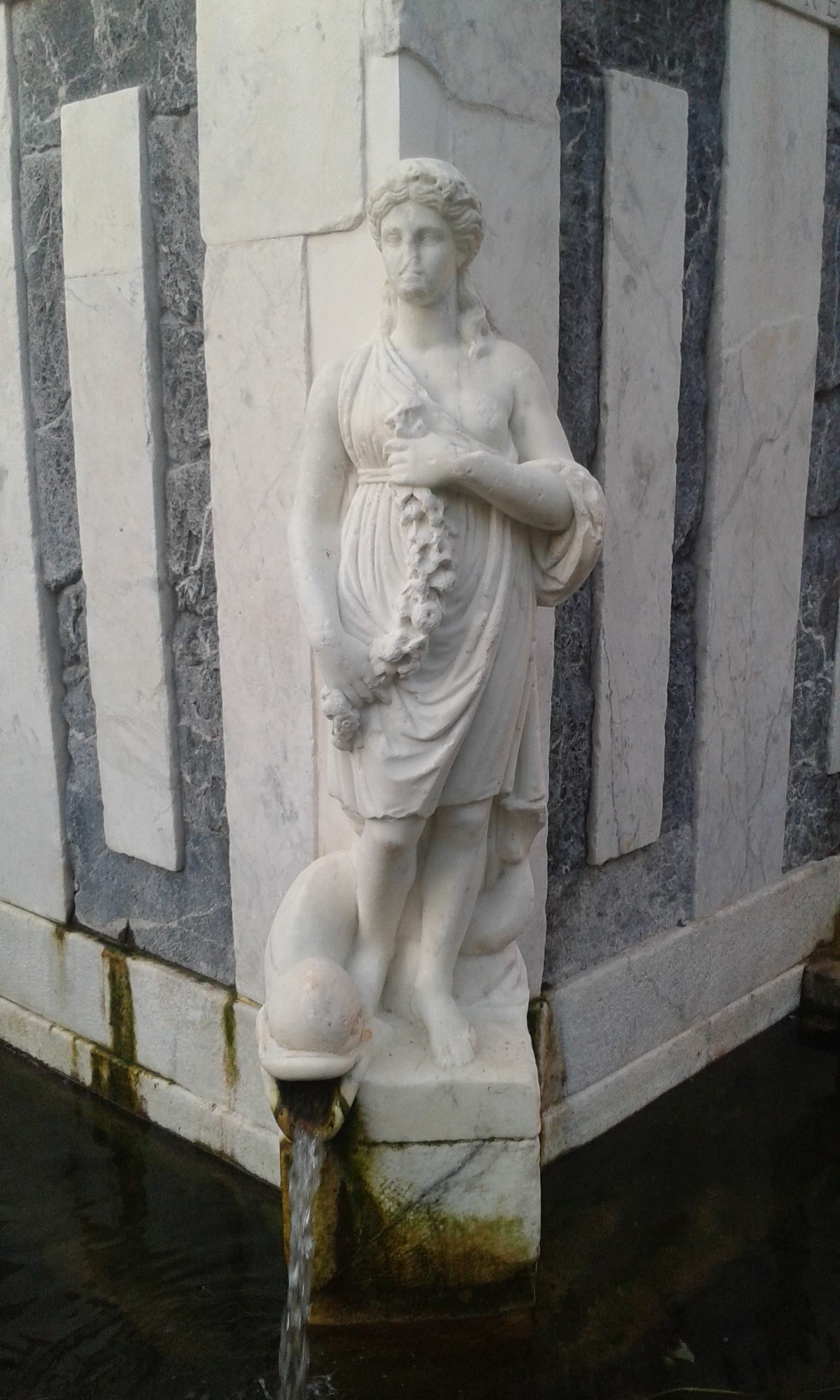
La Primavera

## Francobollo
Nel 1975 Eros Donnini realizza per le Poste Italiane la terza uscita della serie Fontane d'Italia: il terzetto è completato dalla fontana delle 99 cannelle di L'Aquila e dalla sorgente di piazza Fontana a Milano. La fontana di Rosello viene scelta come la più famosa fontana ornamentale della Sardegna, all'interno di una serie che con 21 francobolli andrà a rappresentare tutte le regioni d'Italia.